# Флоридски пећински медвед
Флоридски пећински медвед (лат. Tremarctos floridanus) изумрла је врста медведа из Северне Америке који је живео у доба плиоцена и касног плеистоцена (појавио се пре 4,9 милиона — изумро пре 12.000 година). Флоридски пећински медвед је био распрострањен у приобаљу Мексичког залива и његовом залеђу, од Флориде на истоку, до Калифорније на западу и Тенесија на северу.
Најближи рођак овог медведа је медвед наочар који је распострањен у Јужној Америци. Обе врсте припадају истој потпородици Tremarctinae. Изумирање ове врсте на крају леденог доба јавило се као резултат климатских промена и појаве првих људи на северноамеричком континенту.